# گونجاگل سونار
گونجاگل سونار (انگلیسی: Goncagül Sunar؛ زادهٔ ۱۷ سپتامبر ۱۹۷۰) بازیگر اهل ترکیه است. وی از سال ۱۹۹۱ میلادی تاکنون مشغول فعالیت بوده‌است.
از فیلم‌ها یا برنامه‌های تلویزیونی که وی در آن نقش داشته‌است می‌توان به تنها اشاره کرد.